# دليل التعليم الطبي الدولي
دليل التعليم الطبي الدولي (IMED) عبارة عن قاعدة بيانات عامة تضم كليات الطب في مختلف أرجاء العالم. ويتم نشر دليل التعليم الطبي الدولي نتيجة تعاون مشترك بين اللجنة التعليمية لخريجي كليات الطب الأجانب (ECFMG) ومؤسسة تطوير التعليم والأبحاث الطبية الدولية (FAIMER). ويعد دليل التعليم الطبي الدولي بالإضافة إلى دليل ابن سينا الطبي هي قواعد البيانات الرئيسية لكليات الطب والتي يستخدمها المنظمون العاملون في المجال الطبي.
وقد تم الاعتراف بكليات الطب الواردة في دليل التعليم الطبي الدولي من خلال الحكومات المحلية التي تتبعها على أنها مؤسسات تمتلك الصلاحيات لمنح الدرجات الطبية لطلابها. ويتم منح الاعتراف الحكومي بكليات الطب بشكل عام من خلال وزارة الطب أو وزارة التعليم المحلية أو من خلال المجلس الطبي المحلي. ولا ينطوي هذا الاعتراف على الاعتماد، والذي يعد مقياسًا لجودة التعليم. وقد قامت مؤسسة تطوير التعليم والأبحاث الطبية الدولية بنشر قاعدة بيانات منفصلة لمنظمات الاعتماد يطلق عليها اسم دليل المنظمات التي تهدف إلى اعتماد / الاعتراف بالمدارس الطبية.
ويعد الالتحاق بكلية من الكليات الواردة في دليل التعليم الطبي الدولي مطلبًا للأهلية حسب فحص التراخيص الطبية في الولايات المتحدة (USMLE).

## وصلات خارجية
- International Medical Education Directory نسخة محفوظة 16 مارس 2016 على موقع واي باك مشين.